# Reyer Anslo

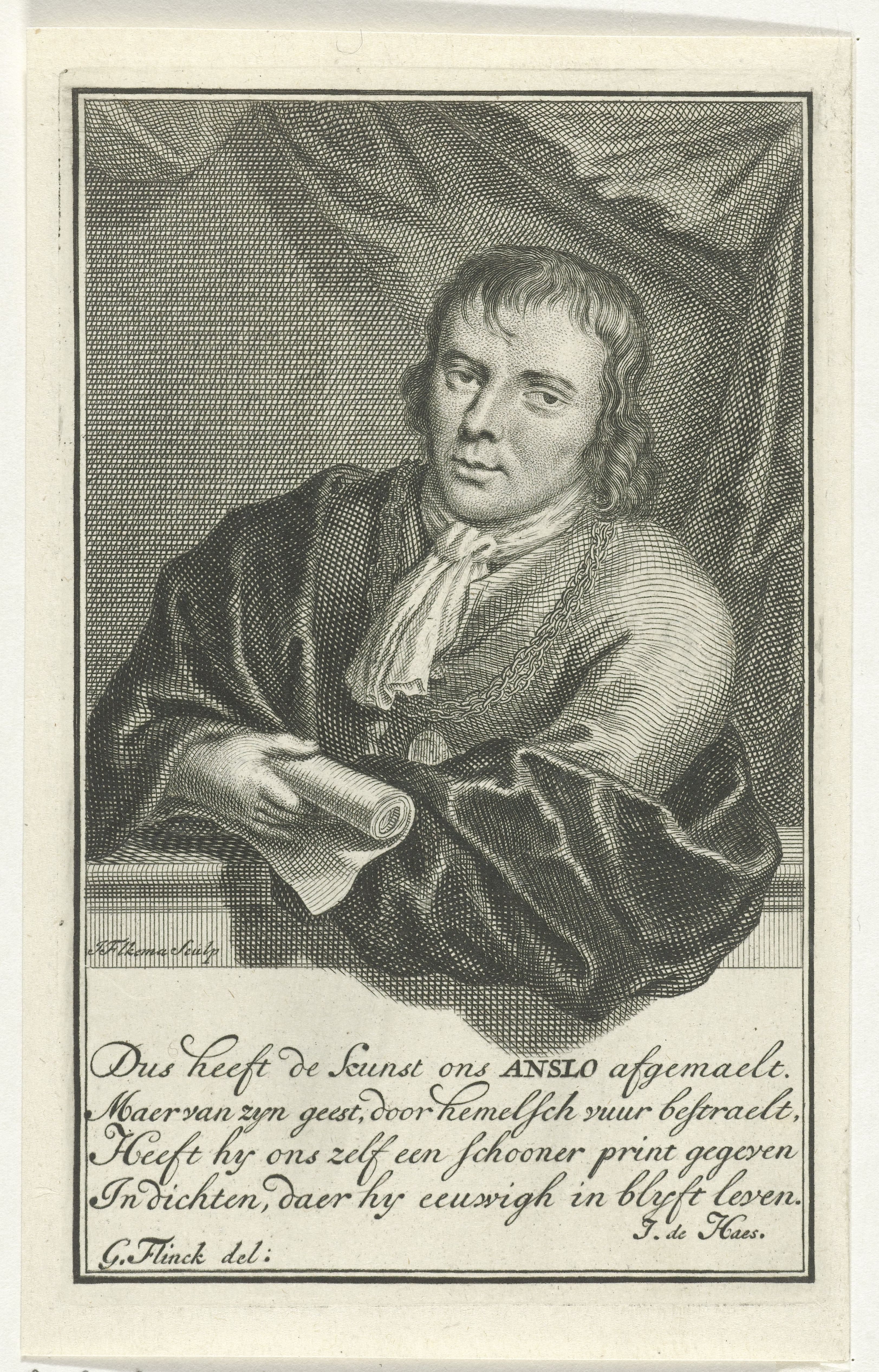
Reyer Anslo

Reyer Anslo, född 1626 i Amsterdam, död 16 maj 1669 i Perugia, var en nederländsk skald.
Anslo tillhörde en mennonitfamilj, som flyttat från Norge till Holland. Efter att ha övergått till romersk-katolska kyrkan begav han sig till Italien där han blev sekreterare hos kardinal Luigi Capponi. Till gynnare hade han bland andra Innocentius X och drottning Kristina från Sverige.
Anslo bildade sig företrädesvis efter sin landsman Joost van den Vondel och värderades högt av sina samtida. Ibland hans bästa arbeten räknas Den helige Stefans martyrkrona, Avsked från Amsterdam, Pesten i Neapel och Parisiska bröllopet (sorgespel).